# Alianza Tengo Honor
Tengo Honor (en armenio: Պատիվ ունեմ դաշինք) es una coalición política en Armenia. Fue fundado el 15 de mayo de 2021, conformada por el Partido Republicano de Armenia y el Partido de la Patria.

## Historia
La alianza se formó en el contexto de las protestas en Armenia de 2020–2021. Tanto el Partido Republicano de Armenia como el Partido de la Patria habían sido miembros de la coalición Movimiento de Salvación de la Patria, y solicitaron la renuncia del Primer ministro Nikol Pashinián, tras la derrota de Armenia en la segunda guerra del Alto Karabaj. Al no lograr la renuncia del mandatario, ambos partidos se salieron de la coalición para formar una propia.
La alianza anunció que participaría en las elecciones parlamentarias de 2021, liderados por Artur Vanetsyan. La alianza obtuvo el 5,22% de los votos, logrando 6 escaños en la Asamblea Nacional de Armenia.

## Ideología
La alianza se identifica como nacionalista conservadora, está a favor de reforzar el ejército nacional, desarrollando la economía, apoyando las actividades de la Iglesia apostólica armenia, y garantizando la autodeterminación de Artsaj.

## Liderazgo
- Serzh Sargsián, expresidente (2008-2018) y ex Primer Ministro de Armenia (abril de 2018)
- Artur Vanetsyan, Presidente del Partido de la Patria

## Historial electoral

### Elecciones parlamentarias
| Elección | Votos  | %    | Escaños |
| -------- | ------ | ---- | ------- |
| 2021     | 66 650 | 5,22 | 6/107   |